# بيترو سترادا
بيترو سترادا (بالإيطالية: Pietro Strada)‏ هو لاعب كرة قدم إيطالي في مركز الوسط، ولد في 11 ديسمبر 1969 في بريشا في إيطاليا. شارك مع منتخب إيطاليا تحت 18 سنة لكرة القدم. أما مع النوادي، فقد لعب مع كوسينزا كالشيو ونادي بارما ونادي بريشيا ونادي بولونيا ونادي بيروجيا ونادي جنوى ونادي ريجيانا 1919 ونادي ساليرنيتانا ونادي سامبدوريا ونادي كريمونيسي ونادي لوميتساني.